# Арльбрандт, Пер
Пер Арльбрандт (швед. Pär Arlbrandt; 22 ноября 1982, Йёнчёпинг, Швеция) — шведский хоккеист, правый крайний нападающий. Чемпион Шведской хоккейной лиги 2017 года в составе клуба «ХВ71». Завершил карьеру игрока по окончании сезона 2016/2017.

## Достижения
- Лучший бомбардир Аллсвенскан в 2007 году (72 очка)
- Лучший бомбардир Аллсвенскан в 2009 году (77 очков)
- Лучший ассистент Шведской хоккейной лиги в 2014 году (45 передач)
- Лучший бомбардир Шведской хоккейной лиги в 2014 году (71 очко)
- Чемпион Шведской хоккейной лиги в составе клуба «ХВ71» (2017)

## Статистика
```
                                            --- Regular Season ---  ---- Playoffs ----
Season   Team                        Lge    GP    G    A  Pts  PIM  GP   G   A Pts PIM
--------------------------------------------------------------------------------------
2000-01  HV71 Jonkoping              SEL    14    0    0    0    0  --  --  --  --  --
2002-03  HV71 Jonkoping              SEL    38    0    2    2    4  --  --  --  --  --
2002-03  Rogle BK                    Swe-1   9    2    7    9   12  --  --  --  --  --
2004-05  Rogle BK                    Swe-1  38   11   24   35   12  --  --  --  --  --
2005-06  Rogle BK                    Swe-1  36   10   16   26   18  --  --  --  --  --
2006-07  Rogle BK                    Swe-1  45   25   47   72   14  --  --  --  --  --
2007-08  Klagenfurt AC               Austr   9    4    3    7   18   3   1   0   1   4
2007-08  Sodertalje SK               SEL    26    1    1    2    6  --  --  --  --  --
2008-09  Vasteras IK                 Swe-1  42   28   49   77   52  --  --  --  --  --
2009-10  Lulea HF                    SEL    52   16   21   37   20  --  --  --  --  --
2010-11  Lulea HF                    SEL    55   19   21   40   16  13   3   2   5  14
2011-12  Linkopings HC               SEL    55   14   23   37   24  --  --  --  --  --
2012-13  Linkopings HC               SEL    54   21   32   53   28  10   7   5  12   4
2013-14  Linkopings HC               SEL    53   26   45   71   66  14   3   7  10   2
2014-15  EHC Biel-Bienne             NLA    48   17   22   39   12   7   5   3   8   6
2015-16  EHC Biel-Bienne             NLA    36   12   13   25   10  --  --  --  --  --
2015-16  HV71 Jonkoping              SHL    15    3    8   11    8   6   0   4   4   4
2016-17  HV71 Jonkoping              SHL    47   11   18   29    4  16   1   8   9   2
--------------------------------------------------------------------------------------

```